# Erich Cohn
Erich Cohn (Berlino, 1º marzo 1884 – Francia, 28 agosto 1918) è stato uno scacchista tedesco.
Si mise in luce al torneo di Norimberga 1906, classificandosi ottavo ma davanti a maestri del calibro di Evgenij Znosko-Borovskij, Siegbert Tarrasch, Milan Vidmar, Rudolf Spielmann e altri (vinse Frank Marshall).
In seguito partecipò a diversi tornei: nel 1910 vinse il torneo quadrangolare di Berlino, ripetendo il successo l'anno successivo; nel 1914 si classificò pari primo nello stesso torneo con Spielmann. Nel 1912 fu secondo dietro ad Aleksandr Alechin a Stoccolma e terzo al torneo di Abbazia dietro a Spielmann e Oldřich Duras. Al torneo di Carlsbad 1911 vinse il premio di bellezza per la partita contro Amos Burn . Nel 1914 giocò a Berlino il suo ultimo torneo, vincendolo a pari merito con Spielmann, davanti a Richard Teichmann e Jacques Mieses.
Giocò diversi match, tutti a Berlino: nel 1906 vinse con Carl Johan Carls (+5 =1 –1), pareggiò con Erhardt Post (+4 =1 –4) e perse con Spielmann (+1 =0 –2); nel 1909 perse di misura contro Edward Lasker (+0 =3 – 1).
Di professione era medico. Sua figlia Martha Cohn si sposò nel 1911 con Emanuel Lasker.
Morì durante la prima guerra mondiale sul fronte con la Francia, dove era impegnato come medico della Croce Rossa.